# تي هي
تي هي (بالإنجليزية: T. Hee)‏ هو أستاذ جامعي وكاتب سيناريو ورسام رسوم متحركة ومخرج أمريكي، ولد في 26 مارس 1911 في أوكلاهوما سيتي في الولايات المتحدة، وتوفي في 30 أكتوبر 1988 في مونتانا في الولايات المتحدة.

## وصلات خارجية
- تي هي على موقع IMDb (الإنجليزية)
- تي هي على موقع ألو سيني (الفرنسية)
- تي هي على موقع أول موفي (الإنجليزية)
- تي هي على موقع قاعدة بيانات الأفلام السويدية (السويدية)
- تي هي على موقع قاعدة بيانات الفيلم (الإنجليزية)
- تي هي على موقع كينوبويسك (الروسية)